# Heptanema
Heptanema è un genere estinto di pesce celacantiforme vissuto nel Triassico Medio (Ladinico) delle Alpi Meridionali . Il genere contiene una singola specie, ossia H. paradoxum.

## Descrizione e classificazione
L'Heptanema paradoxum proviene dalla Formazione di Perledo-Varenna di Perledo (sponda orientale del lago di Como, Lombardia, Italia). Venne dapprima descritto nel 1857 da Bellotti, che lo attribuì agli Attinotterigi. Le successive revisioni di Deeke (1889)  e De Alessandri (1910) lo identificarono correttamente come appartenente ai celacantiformi. L'unico esemplare esistente appartenente a questa specie è l'olotipo, lungo circa 24 cm, descritto dai tre autori citati sopra e conservato al Senckenberg Naturmuseum di Francoforte sul Meno (Germania).